# 1 Ośrodek Szkolenia Kierowców

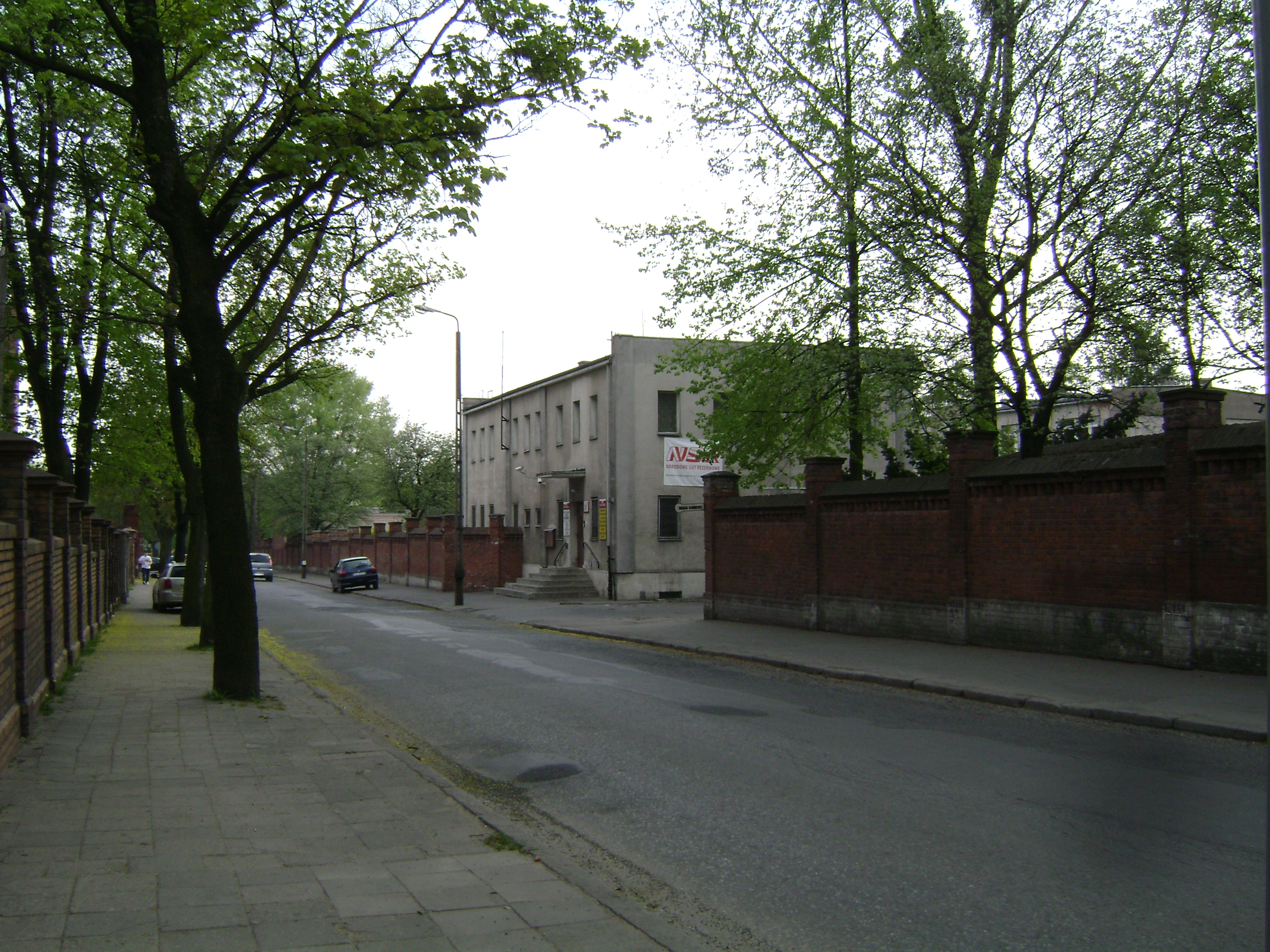
Koszary 1 OSK w Grudziądzu

1 Ośrodek Szkolenia Kierowców (1 OSK) – była jednostka szkolna Wojska Polskiego.

## Formowanie i zmiany organizacyjne
Ośrodek rozpoczął działalność 1 marca 2002 w garnizonie Grudziądz. Głównym zadaniem ośrodka było szkolenie kierowców na potrzeby Sił Zbrojnych RP. Komendantem Ośrodka był ppłk mgr inż. Andrzej Kaczorowski, a zastępcą do spraw ogólnych mjr mgr inż. Jan Urbański. Ośrodek podlegał Inspektoratowi Wsparcia SZ RP.
1 OSK powstał na bazie Centralnego Ośrodka Szkolenia Młodszych Specjalistów Logistyki istniejącego od 1 marca 1995 oraz wchodzących w jego skład:
- 31 Ośrodka Szkolenia Specjalistów Samochodowych,
- Ośrodka Szkolenia Służb Kwatermistrzowskich,
- Wojskowego Ośrodka Szkolenia Operatorów i Mechaników Służby Zakwaterowania i Budownictwa.

W 1 OSK pełniło służbę ok. 400 zawodowych żołnierzy oraz pracowało ponad 500 pracowników wojska. Kadra i pracownicy byli odpowiednio przygotowani do wykonywania szkoleń. 
Z dniem 31 grudnia 2011 Ośrodek został rozformowany.

## zadania ośrodka
Głównym zadaniem Ośrodka było szkolenie dla potrzeb Wojska Polskiego:
- kierowców kategorii "C",
- operatorów dźwigów na  kołowym podwoziu,
- dowódców sekcji wojskowych straży pożarnych.